# Kallima sylvina
Kallima sylvina är en fjärilsart som beskrevs av Jean Baptiste Godart. Kallima sylvina ingår i släktet Kallima och familjen praktfjärilar. Inga underarter finns listade i Catalogue of Life.